# TT1069
TT1069是一個提供男同性戀交友、貼圖等内容的中文網路論壇。

## 背景
TT1069從字面上來說，「10」代表的是一種性姿勢或性角色；「69」代表的是一種性交的體位；「TT」所代表的意思不詳，有會員在討論之中猜測過有可能是「貼圖」或「天天」的諧音。論壇的使用者主要以華人密集的地區或國家為主，不過論壇中也有提供版面讓外國以及世界各地的使用者彼此能夠見面或進行交流。
TT1069於網站入口明文禁止於該網站內發佈政治、宗教及虛假不實或引人犯罪之相關資訊，亦禁止發佈未成年、獸交、SM和暴力之圖片、影片或連結。雖然網站上明文禁止SM相關之媒體或連結，然而網站之中卻存在著BDSM的分區。
TT1069的網站架設地點位於美國，根據該網站的統計，截至2023年8月17日為止，TT1069擁有會員約547,775人，帖子約30,387,880篇，在線人數最高記錄是 21,590 （於 2015年3月7日）。2025年2月，因違反臺灣《兒童及少年性剝削防制條例》散佈未成年影像且始終不配合下架相關影像，而遭臺灣臺中市政府社會局依法申請封禁網域。同月底，TT1069立刻推出網域來規避被台灣封禁的處分。

## 事件
2011年11月5日起，臺灣高雄市一名24歲的王姓男子，將自拍的生殖器照片上傳到TT1069網站，並以聳動的標題吸引瀏覧。警方執行網路巡邏時查獲此事，將其依《中華民國刑法》妨害風化罪移送地檢署，高雄地方法院判決其拘役120天，得易科罰金，緩刑2年。
多名被害人指出2020年7月爆發運動員、藝人的不雅片在網路上遭瘋傳，而許多有心人、集團將上千名運動員的私密影片和個資繼續上傳到TT1069論壇上，讓網友可以任意瀏覽、下載，令被害人承受相當大的身心痛苦和煎熬，其中還包含未成年人的個資也被公布。
有被害人發現自己受害後，向北檢提告，檢方以公文告知發交台中刑事警察大隊調查，但是結果被害人很快就收到行政簽結公文，向其表示無法再偵辦下去，令被害人感到萬分錯愕。
接受被害人們陳情的立委何志偉表示，此案光他接到的投訴就有7、8名被害人，他指出遭指控的論壇很明顯涉及不法，希望主管機關能發揮公權力，先將其查禁、封鎖，阻止這些私密影片繼續被外流。
2025年2月19日，台中市政府社會局以「涉違反兒少性剝削防制條例」為由，聲請封鎖TT1069網站。

## 評價
- 《這不是一本情愛指南：我們時代的慾望地圖》中，提到TT1069是最具規模的男同志網路論壇[12]。

- 在《12P情慾相談室（全）》書中，一位化名小爽的大直高中三年級學生表示：「曾經在懵懂時期登上拓網或TT1069網站，而確定自己的性向，無論是交男友的經過，或是初嘗禁果，感覺這些探索自己的過程，跟大家都一樣」[13]。

- 來自《華人男同志跨地域研究》的觀點：「對於生活在保守恐同的亞洲社會的年輕男同志而言，互聯網成為他們透過性、語言和價值觀去辨識彼此的新方法」，並舉了TT1069作為例子。[14]